# 둥후취역
둥후취역(중국어: 东湖渠站)은 중국 베이징시 차오양구 둥후취 가도 광순베이 대가, 왕징 북로에 위치한다. 베이징 지하철 14호선의 지하철역으로 2014년 12월 28일 14호선 동부구간 개통과 함께 개장되었다.

## 위치
둥후취역은 왕징 지역 북쪽의 북4순환로 외부에 위치하고 있으며 광순베이 대가(남북 방향)와 왕징 남로(동서 방향) 및 리즈 중가(동서 방향)의 두 교차로 사이에 위치한다.

## 역 구조

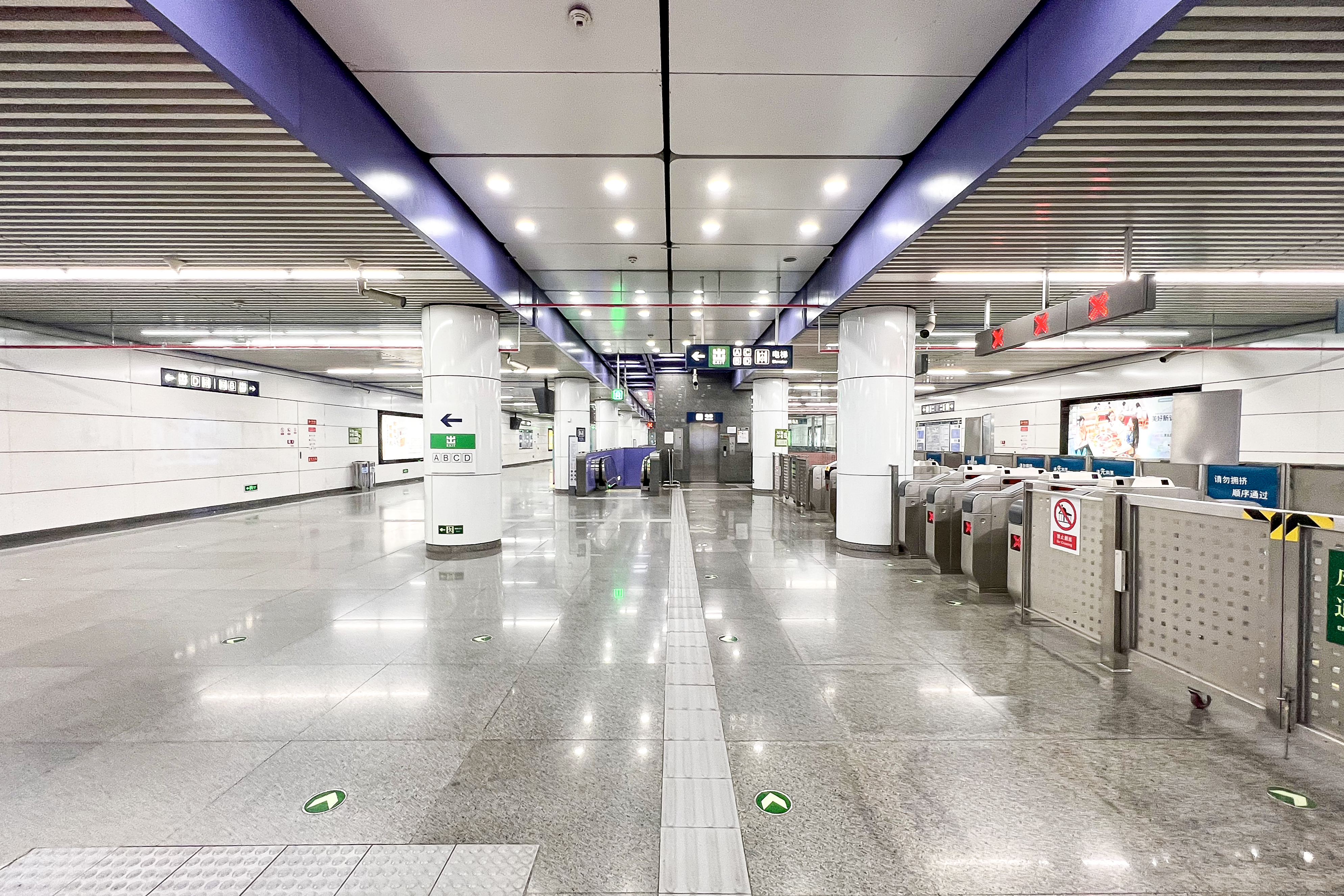
대합실(2022년 3월)

### 층별 구조
둥후취역은 지하 2층 3경간 구조의 지하철 역으로, 역 구조는 총 길이 255m, 유효 승강장 길이 138m이다. 출입구는 4개 있다.
| 지면층          | 출입구                          | A－D출입구                      |
| 지하 1층 대합실 | 대합실                          | 고객센터, 자동발권기            |
| 지하 2층 승강장 | ←                               | ■ 14호선 장궈좡 방면 (왕징)     |
| 지하 2층 승강장 | 섬식 승강장, 왼쪽 출입문이 열림 |                                 |
| 지하 2층 승강장 | →                               | ■ 14호선 산거좡 방면 (라이광잉) |

### 승강장 구조
둥후취역에는 광순 북가 하부에 1면 2선의 섬식 승강장이 있다. 승강장 중앙에 역사로 이어지는 직선 계단이 있다.

승강장 전경 (2017년 6월 촬영)

## 출구
둥후취역에는 A, B, C, D 4개의 출입구가 있다. B, D 출입구에는 직선형 엘리베이터가 있으며, C 출입구는 주변 상업시설로 연결된다.
|                         |                           |                                                                               |      |           |
| 출구                    | 지시                      | 목적지                                                                        | 사진 | 편의 시설 |
| 出口 · A                | 광순베이 대가(广顺北大街) | 광순베이 대가(广顺北大街), 리즈 서원(利泽西园), 류바이번 상점가(六佰本商业街) |      | 빈칸      |
| 出口 · B                | 왕징 북로(望京北路)       | 광순베이 대가(广顺北大街), 이칭 빌딩(叶青大厦)                                |      |           |
| 出口 · C                | 광순베이 대가(广顺北大街) | 광순베이 대가(广顺北大街) 동측, 리쩌 중1로(利泽中一路)                        |      | 빈칸      |
| 出口 · D                | 광순베이 대가(广顺北大街) | 리쩌 중가(利泽中街), 리쩌 서가(利泽西街), 류바이번 상점가(六佰本商业街)       |      |           |
| 아이콘 설명: 엘리베이터 |                           |                                                                               |      |           |